# Grifton
Grifton és una població dels Estats Units a l'estat de Carolina del Nord. Segons el cens del 2008 tenia 2.240 habitants.

## Demografia
Segons el cens del 2000, Grifton tenia 2.073 habitants, 812 habitatges i 583 famílies. La densitat de població era de 468,1 habitants per km².
Dels 812 habitatges en un 29,6% hi vivien nens de menys de 18 anys, en un 51% hi vivien parelles casades, en un 16,5% dones solteres, i en un 28,2% no eren unitats familiars. En el 25% dels habitatges hi vivien persones soles el 12,7% de les quals corresponia a persones de 65 anys o més que vivien soles. El nombre mitjà de persones vivint en cada habitatge era de 2,49 i el nombre mitjà de persones que vivien en cada família era de 2,96.
Per edats la població es repartia de la següent manera: un 23,9% tenia menys de 18 anys, un 7,2% entre 18 i 24, un 25,6% entre 25 i 44, un 25,4% de 45 a 60 i un 17,9% 65 anys o més.
L'edat mediana era de 40 anys. Per cada 100 dones de 18 o més anys hi havia 85,4 homes.
La renda mediana per habitatge era de 34.853 $ i la renda mediana per família de 40.875 $. Els homes tenien una renda mediana de 31.207 $ mentre que les dones 25.043 $. La renda per capita de la població era de 16.488 $. Entorn del 12,2% de les famílies i el 17,5% de la població estaven per davall del llindar de pobresa.

## Poblacions més properes
El següent diagrama mostra les poblacions més properes.